# NGC 2317
NGC 2317 é uma nebulosa na direção da constelação de Monoceros. O objeto foi descoberto pelo astrônomo William Parsons em 1851, usando um telescópio refletor com abertura de 72 polegadas. 